# Linia kolejowa 166 Plešivec – Slavošovce
Linia kolejowa 166 Plešivec – Slavošovce – linia kolejowa na Słowacji o długości 24 km, łącząca miejscowości Plešivec i Slavošovce. Jest to linia jednotorowa oraz niezelektryfikowana.